# Rugby a 15 nel 1953

## Attività Internazionale

### Altri test
| 's-Hertogenbosch 20 marzo 1953 | Paesi Bassi | 8 – 3 | Belgio |  |

| Madrid 14 aprile 1953 | Spagna | 3 – 3 | Royal Air Force |  |

| Göteborg 17 maggio 1953 | Svezia | 16 – 6 | Danimarca |  |

| Bruxelles 1º novembre 1953 | Belgio | 9 – 3 | Paesi Bassi |  |

| Bruxelles 1953 | Belgio | 3 – 0 | Fiandre |  |

## La Nazionale Italiana
Tre match ufficiali per la nazionale Italiana, ancora affidata a Renzo Maffioli e Lucien Saby, tra i quali spicca la vittoria a Bucarest sulla Romania, evento che si ripeterà una sola volta nel 1991 !
Da segnalare che nella nazionale italiana tornano a giocare due giocatori precedentemente esclusi causa il loro trasferimento a club francesi: Sergio Barilari e Sergio Lanfranchi.
| Arbitro: | Peter Cooper |

| |           |                                              |
| drop Desclaux c.p. Bertrand m. Porthault , trasf. Desclaux m. Porthault m. Domec trasf. Prat dropPrat | Marcatori | c.p. M.Battaglini m. Gerosa tr. M.Battaglini |

| Arbitro: | Maurice Delmas |

|                   |           | |
| 12' m. Zendelmann | Marcatori | 6' m. Dari 51' m. Dari 58' m. Dari, trasf. Marini 69' m. Rosi trasf. Marini 78' m. Lanfranchi trasf. Marini |

| Arbitro: | Roger Taddei |

|                                                                 |           |                                                                                                   |
| 16' m. Dumitrescu 54' m. Mehendit 73' m. Nanu 79' m. e tr. Buda | Marcatori | m. Fornari, tr. M.Battaglini 19' c.p. M.Battaglini 35' drop Pisaneschi 55' m.Rositr. M.Battaglini |

- University Athletic Union in Italia : per la prima volta una squadra inglese viene in visita in Inghilterra. Si tratta di una selezione delle migliori squadre universitarie. In questi anni tyra il 1953 e il 1960 si aprono alcuni contatti del rugby italiano con quello inglese, che culmineranno nella partita di Twickenham tra l'Italia e la selezione delle London Counties nel 1955 . In realtà il mondo britannico si adopera a questo (si parlerà addirittura di due possibili test-match con la nazionale inglese) in quanto preoccupata della ventilata nascita di una federazione Italiana di Rugby League.

| Parma giugno 1953 | Italia Centro.Nord | 6 – 3 | U.A.U. |  |

| Cagliari giugno 1953 | Italia Universitaria | 5 – 3 | U.A.U. |  |

## I Barbarians
Nel 1953 la squadra ad inviti dei Barbarians ha disputato i seguenti incontri:
| Bedford 5 marzo 1953 | East Midlands | 8 – 5 | Barbarians |  |

| Penarth 3 aprile 1953 | Penarth RFC | 3 – 13 | Barbarians |  |

| Cardiff 4 aprile 1953 | Cardiff RFC | 14 – 0 | Barbarians | Arms Park |

| Swansea 6 aprile 1953 | Swansea RFC | 8 – 18 | Barbarians | (Saint Helen's) |

| Newport 7 aprile 1953 | Newport RFC | 6 – 8 | Barbarians | (Rodney Parade) |

| Leicester 28 dicembre 1953 | Leicester Tigers | 11 – 39 | Barbarians | (Welford Road) |

## Campionati nazionali
| Sudafrica            | Currie Cup               | non assegnata     |
| Nuovo Galles del Sud | Shute Shield             | Sydney University |
| Argentina            | Camp. di Buenos Aires    | Obras Sanitarias  |
|                      | Camp. Argentino          | Capital           |
| Francia              | Campionato 1952-53       | Lourdes           |
|                      | Challenge Yves du Manoir | Lourdes           |
| Inghilterra          | Campionato delle Contee  | Yorkshire         |
| Italia               | Campionato               | Rovigo            |
| Romania              | Campionato               | CCA Bucarest      |
| Spagna               | Campionato               | Barcellona        |
|                      | Copa del Rey             | Barcellona        |